# 德瑞國際學校

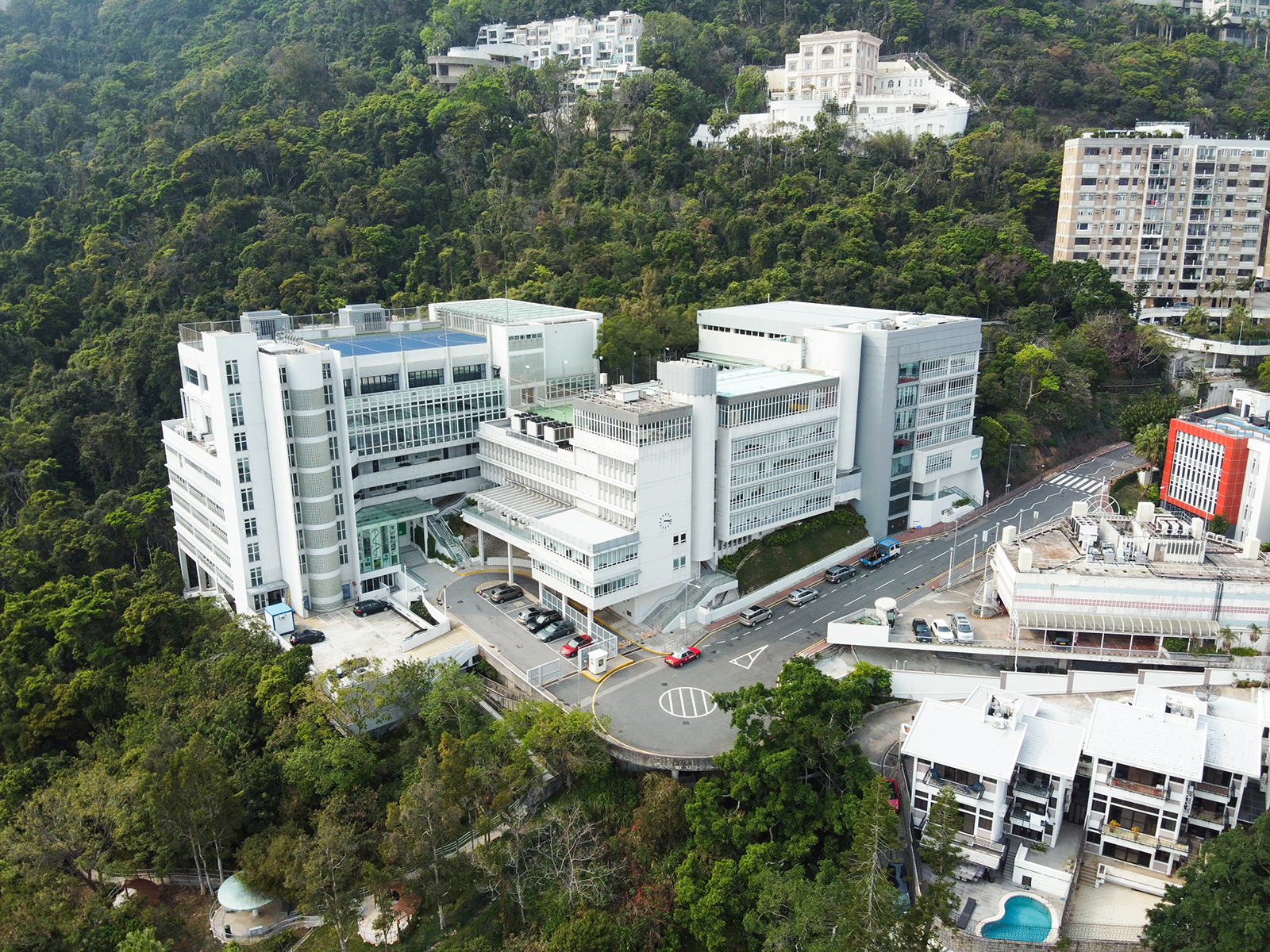
德瑞國際學校(低座)

德瑞國際學校（英語：German Swiss International School）是香港一所國際學校，位於太平山歌賦山僑福道及薄扶林薄扶林道。學校於1969年成立，供說德語或英語的學生就讀。在營辦首年只有73名學生，現在則有1,300多人，分別來自30多個不同國家。學校每年都獲德國、瑞士及奧地利政府提供逾500萬港元資助。

## 學校架構
該校共設有四個分部：幼稚園、小學部、中學部及職業訓練中心。當中中小學部分為德語部及國際部這兩個主流，德語部主要以德語教學，而國際部則為英語。在教育制度方面也分別採用德制和英制。
德瑞國際學校之校園主要有三座建築物，分佈於香港島山頂僑福道之南段沿路。

## 香港傑出學生選舉
截至2023年（第38屆），德瑞共出產20名香港傑出學生，在香港所有中學中排名第4。

## 校政糾紛
2020年3月17日，明報取得多份文件，揭發德國及瑞士政府不滿2019年有最少3人雖然獲准參選並當選為校董會成員，但部分與會家長質疑他們違反章程列明的德語要求，觸發瑞士駐校代表不再參與會議，亦不排除會要求將校名中的「瑞士」字眼刪除。而學校網頁表示3月17日舉行特別會員大會，瑞士將提出的5項要求會，促請跟進。德國駐港總領事向校董會發信，以強烈措辭表示議案內容違章，版本亦非獲兩國同意。

## 外部連結
- 德瑞國際學校官方網址 （页面存档备份，存于）
- 德瑞國際學校地圖 （页面存档备份，存于）僑福道